# Tafunga Bonjisi
Tafunga Bonjisi es un escultor de Zimbabue conocido por sus tallas en piedra, nacido el 6 de abril de 1982 en Ruwa.

## Datos biográficos
Nacido en la localidad de Ruwa, Tafunga Bonjisi tiene un hermano gemelo llamado Garikai. Es también hermano de los escultores Witness y Lameck Bonjisi; completó sus estudios de primaria en su pueblo natal, Ruwa, y asistió a la escuela secundaria en Tafara. Se formó como artista escultor bajo las enseñanzas de su hermano Lameck, antes de comenzar una carrera como escultor independiente el año 2000. 
Sus obras suelen estar talladas en piedras naturales de Zimbabue, como el cobalto y una variedad de serpentinita negra conocida como springstone, entre otros medios.